# P-61 (航空機)
P-61 / F-61 / F2T ブラックウィドウ
飛行するP-61A-1-NO 42-5507号機
(第419夜間戦闘飛行隊所属、1944年撮影)
- 用途：戦闘機、練習機
- 分類：夜間戦闘機
- 製造者：ノースロップ社
- 運用者： アメリカ合衆国（陸軍航空軍、空軍）
- 初飛行：1942年5月26日
- 生産数：706機
- 運用開始：1944年
- 退役：1954年
- 運用状況：退役
- ユニットコスト：190,000米ドル[1]
- 派生型：F-15 リポーター

P-61 ブラックウィドウ（Northrop P-61 Black Widow ）は、アメリカ合衆国のノースロップ社が開発し第二次世界大戦中にアメリカ陸軍航空軍が運用した重武装の夜間戦闘機。後に改称されF-61 ブラックウィドウとなる。
愛称の「ブラックウィドウ(Black Widow)」は、直訳すると黒い未亡人となるが、日本語の文献では「黒衣（喪服）の未亡人」と意訳して紹介される事がある。アメリカ大陸に棲息するクモの一種のクロゴケグモを指しているという説もあるが、機体が夜間戦闘機の為主に暗い色に塗装されていたことによるとされる。海軍ではF2T ブラックウィドウとして練習任務に就いた。

## 開発
ドイツ空軍によるロンドン空襲で、夜間爆撃に対抗できる専用の夜間戦闘機の必要性を感じていたアメリカ陸軍航空軍は、ノースロップ社に対して夜間戦闘機の開発を求めた。ノースロップ社は双胴式の大型機の計画を提出し、これに対して1941年に試作発注され、試作機は1942年5月に初飛行した。部隊への引き渡しは1943年10月に開始され、1944年から実戦配備についた。

## 設計
P-38に似た双胴形式のユニークな機体であり、強力な2,000馬力級エンジンを2基搭載している。夜戦に必須なレーダーは、機首に搭載している。武装は非常に強力であり、胴体下部に前方に向けた固定機銃（20mm機銃4門）、胴体の後部上方に遠隔旋回式の機銃（M2 12.7mm機銃4門）を備えている。しかし遠隔旋回式機銃は機体上に突起物となることから気流剥離での機体振動（バフェッティング）の原因とされ、また同じ旋回式機銃がB-29の機体上部前方に使われており、こちらへの供給を優先されたことから、後に廃止されている。

## 運用
強力な武装とレーダーを搭載した重量級の機体ながら双発機としては運動性は軽快ではあったが、それでも単発機と比べ物にはならないレベルであり、また配備された頃にはドイツ空軍による本格的な空襲は鳴りを潜めており、連合国軍の夜間戦闘機の任務は連合軍攻撃機に対して飛び立ってきた枢軸国軍の夜間迎撃戦闘機との戦い、もしくは少数で進入してくる敵爆撃機に対する迎撃となってしまい活躍の機会は少なかった。もっともP-61が存在感を示したのが、イギリス本土上空でのV1飛行爆弾の迎撃であり、終戦までに18機のV1飛行爆弾を撃墜している。また、バルジの戦いのときには、第101空挺師団が守る要衝バストーニュ上空の制空戦闘を行い、ドイツ軍の戦闘爆撃機Me 410と空戦を繰り広げて、バストーニュの防衛に貢献している。これらの戦闘によって、ヨーロッパ上空で敵戦闘機に撃墜されたP-61はなかった。
また、太平洋戦線にも投入され、主に沖縄戦で夜間に侵攻してくる特攻機や飛行場を爆撃しようとする戦闘機や爆撃機などの迎撃に当たった。日本国内においても、伊江島に進出したP-61が夜戦兼地上襲撃機「P61 ブラック・ウィドー」として新聞紙上で紹介されていた。まともな夜間戦闘機のない日本軍機に対してP-61は非常な難敵であり、沖縄上空だけでもP-61のパイロットで何人ものエースを生み出した。一方でヨーロッパ戦線と同様に太平洋戦線においても、空戦で撃墜されたP-61はなかった。日本海軍の夜間戦闘機部隊「芙蓉部隊」が夜間戦闘機彗星でP-61の撃墜を主張しているが、その撃墜したと主張する日にP-61は戦闘、非戦闘要因いずれも損失した機体はなく、「芙蓉部隊」の誤認戦果に過ぎない。
しかし、多数の撃墜数を誇ったアメリカ軍の他の戦闘機と比較すると、P-61の戦果は見劣りするものであり、終戦までに127機（うち18機はV1飛行爆弾）を撃墜したに過ぎなかった。また搭載力を生かして夜間侵攻用の戦闘爆撃機として利用されることも多かった。
海兵隊も夜間戦闘機として使用していたPV、F4U、F6Fの後継機としてP-61を欲したが、陸軍向けの装備が優先されていたために待たされて、結局F7Fの夜戦型が使われることになったのと終戦により、12機がF2Tとして訓練用に使用されただけであった。また海軍も開発実験目的に少数のP-61を使用した。
戦後、F-61（1947年に改称）はF-82に順次交代していった。また偵察や気象観測に少数機が利用された。なお、写真偵察型はF-15 リポーターと呼ぶ。

## 派生型

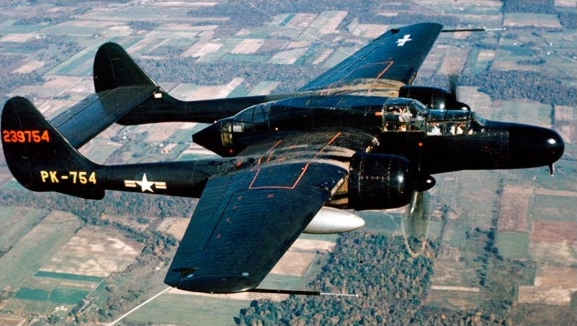
P-61B-15-NO

P-61A-1ブラックウィドウ
攻撃型。
P-61A-5ブラックウィドウ
防衛型
P-61A-10ブラックウィドウ
機動性向上型
P-61A-11ブラックウィドウ
火力重視型
P-61B-1ブラックウィドウ
迎撃戦闘型
P-61B-2ブラックウィドウ
追尾型
P-61B-10ブラックウィドウ
防御力重視型
P-61B-11ブラックウィドウ
武装を一部変更
P-61B-15ブラックウィドウ
機動性軽視型
P-61B-16ブラックウィドウ
奇襲作戦型
P-61B-20ブラックウィドウ
要撃戦闘型
P-61B-25ブラックウィドウ
防衛戦型
P-61Cブラックウィドウ
防弾性強化
P-61Gブラックウィドウ
索敵型
F-15 リポーター
偵察型

## 諸元
P-61B
- 全長：15.12m
- 全高：4.34m
- 全幅：20.12m
- 翼面積：61.53m2
- 自重：9,979kg
- 全備重量：12,610kg

P-61B 三面図

- エンジン：P&W R-2800-65 空冷星型18気筒 2,250hp ×2
- 最大速度：589 km/h
- 航続距離：4,828km
- 実用上昇限度：10,090m
- 乗員:3名
- 武装：
  - 12.7mm機関銃 ×4
  - 20mm機関砲 ×4
  - 爆弾 720kg ×4
  - 127mmロケット弾 ×4

## 現存する機体
| 型名        | 番号          | 機体写真 | 国名     | 所有者                                                             | 公開状況 | 保存状態 | 備考                           |
| ----------- | ------------- | -------- | -------- | ------------------------------------------------------------------ | -------- | -------- | ------------------------------ |
| P-61B-1-NO  | 42-39445 964  |          | アメリカ | ミッドアトランティック航空博物館                                   | 公開     | 修復中   | 飛行可能な状態に修復している。 |
| P-61B-15-NO | 42-39715 1234 |          | 中国     | 北京航空宇宙博物館                                                 | 公開     | 静態展示 |                                |
| P-61C-1-NO  | 43-8330 1376  |          | アメリカ | 国立航空宇宙博物館別館 スティーヴン・F・ウドヴァーヘイジーセンター | 公開     | 静態展示 |                                |
| P-61C-1-NO  | 43-8353 1399  |          | アメリカ | 国立アメリカ空軍博物館                                             | 公開     | 静態展示 |                                |